# Fernando Pizarro y Orellana
Fernando Pizarro y Orellana (Trujillo, c. 1570-Madrid, c. 1650), escritor y jurista español, fue consejero de Castilla y caballero de la Orden de Calatrava.

## Biografía
Se licenció en Derecho por la Universidad de Salamanca, de la que fue más tarde profesor. Oidor de la Audiencia de Granada (1614) y fiscal del Consejo de Órdenes en 1623, año en que también ingresó en la Orden de Calatrava; tres años después Felipe IV le elevó a ministro del Consejo de Castilla. Estuvo casado con Ana María Barrantes de Paredes, hija de Pedro Barrantes, señor de La Cumbre, y tras enviudar contrajo segundas nupcias con Teresa de Velasco y Mendoza.
Escribió Varones ilustres del Nuevo Mundo, descubridores, conquistadores y pacificadores del opulento, dilatado y poderoso Imperio de las Indias occidentales: Sus vidas, virtud, valor y hazañas y claros blasones, ilustrados en los sucesos destas vidas con singulares observaciones políticas, morales, jurídicas y misceláneas, y razón de Estado; para mayor autoridad de la Historia, y demostración della, y su utilíssima Lección. Con un discurso legal de la obligación que tienen los Reyes a premiar los servicios de sus vassallos; o en ellos, o en sus Descendientes. Dedicado al Augustíssimo Monarca Felipe IV, el Grande, Nuestro Señor Rey de las Españas, y entrambas Indias. En manos del Excelentísimo Señor Conde Duque de Sanlúcar, Gran canciller de las Indias, etc. (Madrid: Diego Díaz de la Carrera, 1639); en esta obra, de la que promete un segundo volumen que no llegó a imprimirse, aparecen biografías de Cristóbal Colón, primer Duque de Veraguas; del Capitán Alonso de Ojeda; de Hernán Cortés, Primer Marqués del Valle de Oaxaca; de Francisco Pizarro, Marqués de los Atabillos; del Mariscal y Adelantado Diego de Almagro; de Hernando Pizarro, hermano de don Francisco; de Juan Pizarro, el Bueno, también hermano de don Francisco; de Gonzalo Pizarro, hermano natural de Francisco; del célebre héroe popular y maese de campo Diego García de Paredes, el Invencible. 
Entre otras obras escribió también unos Emblemas a la manera de Andrea Alciato,[cita requerida] y un Discurso apologético en favor de las Órdenes Militares.

## Obras
- Varones ilustres del Nuevo Mundo: descubridores, conquistadores, y pacificadores del opulento, dilatado, y poderoso Imperio de las Indias Occidentales... Madrid: Diego Diaz de la Carrera, 1639.[2]